# مکس نیومن
مکس نیومن (انگلیسی: Max Newman; ۷ فوریهٔ ۱۸۹۷ – ۲۲ فوریهٔ ۱۹۸۴) یک دانشمند در زمینه ریاضیات، الکترونیک و رایانه اهل بریتانیا بود. او در جنگ جهانی دوم رایانه کلوسوس را ساخت. مکس اولین رایانه الکترونیکی قابل برنامه‌ریزی و عملیاتی جهان، و آزمایشگاه ماشین‌های محاسباتی انجمن سلطنتی را در دانشگاه ویکتوریای منچستر تأسیس کرد، و به دنبال آن اولین کامپیوتر الکترونیکی با برنامه ذخیره‌شده در جهان را در سال ۱۹۸۴ به نام منچستر بیبی تولید کرد.

## زندگی‌نامه

### تحصیلات و اوایل زندگی
نیومن ماکسول هرمان الکساندر نویمان در چلسی، لندن، انگلستان، در یک خانواده یهودی در ۷ فوریه ۱۸۹۷ به دنیا آمد. پدرش هرمان الکساندر نویمان بود که اصالتاً اهل شهر برومبرگ آلمان (اکنون این شهر به نام بیدگوشچ در لهستان است) که در سن ۱۵ سالگی به همراه خانواده‌اش به لندن مهاجرت کرده بود. هرمان به عنوان منشی در یک شرکت کار کرد و در سال ۱۸۹۶ با سارا آن پایک، معلم مدرسه ایرلندی ازدواج کرد.
وی همچنین برندهٔ جوایزی همچون همکار انجمن سلطنتی شده است.